# (2825) Crosby
(2825) Crosby es un asteroide que forma parte del cinturón de asteroides y fue descubierto por Cyril V. Jackson desde el Observatorio Union de Johannesburgo, República Sudafricana, el 19 de septiembre de 1938.

## Designación y nombre
Crosby fue designado al principio como 1938 SD1.
Posteriormente, en 1993, se nombró en honor del actor y cantante estadounidense Bing Crosby (1903-1977).

## Características orbitales
Crosby orbita a una distancia media de 2,246 ua del Sol, pudiendo acercarse hasta 1,855 ua y alejarse hasta 2,636 ua. Su inclinación orbital es 3,521 grados y la excentricidad 0,1738. Emplea en completar una órbita alrededor del Sol 1229 días.

## Características físicas
La magnitud absoluta de Crosby es 13,1.